# Chomelia stergiosii
Chomelia stergiosii är en måreväxtart som beskrevs av Julian Alfred Steyermark. Chomelia stergiosii ingår i släktet Chomelia och familjen måreväxter. Inga underarter finns listade i Catalogue of Life.